# 2023年広島市議会議員選挙
2023年広島市議会議員選挙（2023ねんひろしましぎかいぎいんせんきょ）は、広島市における議決機関の一つである広島市議会を構成する議員を全面改選するために行われる選挙である。第20回統一地方選挙の前半戦投票日である2023年4月9日に投票が行われた。

## 概要
広島県議会の任期4年が満了したことに伴って実施された選挙。2022年6月17日、議会や選挙区の定員を見直す２つの改正案の採決が行われ、市議会の定員は維持したまま、選挙区の定員を「２増２減」する改正条例が可決・成立し閉会した。南区と安佐南区の定員をそれぞれ1増し、東区と安佐北区の定員をそれぞれ1減し、今回の市議会議員選挙から適用される。
2023年3月31日に告示され、定数54に対し84人が立候補した。

## 基礎データ
- 選挙事由：任期満了
- 選挙形態：地方議会議員選挙
- 告示日：2023年3月31日
- 投票日：2023年4月9日
- キャッチコピー：「素敵じゃね！票に希望を託すキミ」[2]
- イメージキャラクター：新井貴浩[3]
- 同日選挙
  - 広島市長選挙
  - 広島県議会選挙
- 選挙区：8選挙区
- 定数：54名

## 当選した議員
自民党 
 公明党 
 共産党 
 日本維新の会 
 社民党 
 無所属 
| 中区     | 永田雅紀   | 門田佳子   | 平岡優一 | 並川雄一 | 大西理     |
| 中区     | 木山徳和   |            |          |          |            |
| 東区     | 沖本高博   | 山路英男   | 川村真治 | 碓井法明 | 森畠秀治   |
| 南区     | 元田賢治   | 幸城麗子   | 中原洋美 | 岡村和明 | 大田智弘   |
| 南区     | 有田優子   | 木村唯     |          |          |            |
| 西区     | 豊島永子   | 山田春男   | 田中勝   | 平野太祐 | 大野耕平   |
| 西区     | 定野和広   | 中森辰一   | 山本昌宏 | 福田心平 |            |
| 安佐南区 | 水野考     | 碓氷芳雄   | 椋木太一 | 川本和弘 | 八條範彦   |
| 安佐南区 | 中村孝江   | 石橋竜史   | 長井龍也 | 亀井一夫 | 丸山幸一郎 |
| 安佐南区 | 石川さおり |            |          |          |            |
| 安佐北区 | 西田浩     | 山内正晃   | 若林新三 | 三宅朗充 | 山下正寛   |
| 安佐北区 | 清水貞子   |            |          |          |            |
| 安芸区   | 川口茂博   | 西佐古晋平 | 松本拓也 | 三宅正明 |            |
| 佐伯区   | 宮崎誠克   | 桑田恭子   | 石田祥子 | 母谷龍典 | 森野貴雅   |
| 佐伯区   | 藤本聡志   |            |          |          |            |